# Massacre de Al-Rashid
O massacre de Al-Rashid, também chamado de massacre da farinha, ocorreu em 29 de fevereiro de 2024, quando, segundo as autoridades ligadas ao Hamas, as forças armadas de Israel teriam atirado contra civis palestinos que tentavam conseguir comida de caminhões de ajuda, resultando em 118 mortos e ao menos 760 feridos. O evento ocorreu na rua Al-Rashid, perto de Al-Nabulsi, ao oeste de Gaza.
O Ministério da Saúde de Gaza (controlado pelo Hamas) descreveu o evento como um massacre, confirmando que as 112 vítimas fatais (mais tarde aumentado para 118) constatadas morreram devido aos tiros de Israel. A partir da quantidade de feridos, o número de vítimas fatais é passível de crescer, devido à falta de recursos em Gaza, como sangue e medicamentos, que levou à ampla redução dos hospitais em funcionamento. Autoridades israelenses alegaram que a maioria das vítimas foi causada por uma debandada resultante de tiros de advertência disparados pelas Forças de Defesa de Israel (IDF) quando uma multidão os colocou em perigo em dois incidentes relacionados. A Al Jazeera e a CNN disseram que o ataque fazia parte de um padrão mais amplo de ataques israelenses a pessoas que buscavam ajuda humanitária.
O incidente ocorreu um dia depois de Carl Skau, vice-diretor executivo do Programa Alimentar Mundial, ter dito ao Conselho de Segurança das Nações Unidas que mais de 500 mil pessoas estavam em risco de fome na Faixa de Gaza. O ataque foi apontado pela Al-Jazeera como parte de um padrão mais amplo de ataques israelenses contra pessoas que procuram ajuda humanitária.

## Antecedentes
Desde a retomada do conflito direto entre Israel e Hamas em 7 de outubro de 2023, são feitas denúncias em âmbito internacional sobre a catástrofe humanitária da população palestina na faixa de Gaza. Um dos aspectos dessa violência é a privação de recursos básicos, como alimentos, enquanto a população civil é vulnerável a diversas ofensivas das Forças Armadas de Israel.
Foi averiguado, pela análise de medidas do governo israelense e testemunhas de diversos órgãos de ajuda humanitária, que a fome na Faixa de Gaza é sistemática desde os anos 2000. Uma situação de escassez é gerada pelo bloqueio da entrada de caminhões de recursos, tanto alimentos  quanto recursos para o funcionamento da infraestrutura alimentar , combinado à destruição destas por bombardeios, a exemplo de moinhos, padarias e terrenos próprios para agricultura.  Como a segurança alimentar em Gaza é muito dependente da importação de alimentos, a escassez à qual a população é submetida resulta em uma situação de fome que beira a morte. As concessões e restrições de comboios estiveram ligadas à estratégia israelense de conceder aos palestinos a mínima nutrição necessária para sua sobrevivência. Civis palestinos já foram amplamente relatados e documentados sofrendo de desnutrição extrema, recorrendo, por exemplo, a grama, ervas daninhas, ração animal e aos próprios cavalos para sua sobrevivência.  A ração animal também é usada nos moinhos para obterem farinha, um último recurso que já resultou em morte por intoxicação. 
A grande dificultação da entrada de comboios de alimentos já foi constatada pelos responsáveis de levar ajuda à população palestina, além da maioria dos caminhões disponíveis ser imobilizada nas fronteiras,  entrando apenas entre 20 e 30%. 
Israel alega que os bloqueios nas fronteiras se devem à necessidade de segurança. O seu discurso oficial se sustenta no combate ao terrorismo, porém, a violência arbitrária das forças armadas  - conforme constatada e investigada, a exemplo do presente massacre -, combinada às denúncias, que alcançam maior visibilidade à crise humanitária do povo palestino, junto à frequência com que os apelos por cessar-fogo são ignorados ou vetados, têm mobilizado nações e órgãos internacionais na pressão por uma resolução. 
Foi apontada e reiterada a necessidade de um cessar-fogo duradouro contra a calamidade vivida pela população palestina, que não é sanada definitivamente pelas tréguas concedidas.  Em 30 de outubro de 2023, Catherine Russell, diretora executiva da UNICEF, chamou atenção ao fato das ofensivas israelenses terem sido imediatamente retomadas após a trégua de uma semana: "Após sete dias de trégua na violência horrível, os combates recomeçaram. Mais crianças e adolescentes certamente morrerão como resultado." Advogou pelo direito dos jovens de um "cessar-fogo humanitário e duradouro" e disse que a trégua possibilitou levar ajuda a mais pessoas, mas "não foi suficiente para satisfazer a escala das necessidades humanitárias". Também afirmou ser necessário, para alçar-lhes essa ajuda, um "acesso mais seguro e previsível".

Em 5 de fevereiro de 2024, as forças armadas de Israel abriram fogo contra comboios de ajuda humanitária das Nações Unidas, o que foi confirmado por uma análise de satélite. Uma troca de correspondência entre a ONU e Israel revelou, também, que antes do tiroteio, ambas partes haviam concordado com a rota pela qual os comboios de alimentos seriam levados. Isso ocasionou em um maior isolamento no norte de Gaza, onde isso se deu:
"Por conta do ataque em 5 de fevereiro, a Agência das Nações Unidas de Assistência aos Refugiados da Palestina decidiu parar de mandar comboios para o norte de Gaza. A última vez que a agência conseguiu enviar comida para o norte de Wadi Gaza (...) foi 23 de janeiro. As Nações Unidas estimam que 300.000 pessoas ainda estão vivendo no norte de Gaza, com pouquíssima assistência. Subnutrição aguda já foi identificada em 16.2% das crianças lá, acima do limiar considerado crítico, segundo as Nações Unidas."

## Resposta e repercussão

### Israel
As Forças de Defesa de Israel afirmaram que houve dois incidentes separados, uma debandada que matou "dezenas" e um tiroteio israelense em Wadi Gaza contra civis que se aproximaram de um caminhão de ajuda, mas "não se afastaram" após tiros de advertência.
Com isso, os militares israelenses alegaram que "a maioria das casualidades e dos ferimentos foi causada por superlotação, e apenas alguns dos ferimentos foram resultado do tiroteio dos soldados."
Em uma conferência de imprensa, postada transcrita como declaração em seu perfil oficial no Facebook, o primeiro ministro de Israel, Benjamin Netanyahu, manteve o discurso militar de combate ao Hamas como pretensa justificativa dos massacres. Descreveu que a campanha diplomática de Israel é "destinada a prover, à campanha militar, o tempo e recursos necessários para alcançar essa meta [destruir Hamas] - até a vitória total ser alcançada."
Netanyahu também afirmou que a democracia é alcançada com "a concordância da maioria", e que "convocar eleições gerais significaria parar a guerra, isto é, [significaria] a derrota de Israel", o que "não deve acontecer quando estamos tão próximos à vitória".

### Internacional

#### Organizações
O secretário-geral da ONU, António Guterres, condenou o ocorrido e disse que os cidadãos de Gaza precisam de ajuda urgente, incluindo aqueles no norte, onde a ONU não foi capaz de fornecer ajuda por mais de uma semana.
A organização Médicos sem Fronteiras emitiu um comunicado, em que reconhece Israel como perpetrador da calamidade humanitária vivida pelos palestinos, bem como dos desdobramentos observados no massacre: "Consideramos Israel responsável pela situação de extrema privação e desespero que prevalece em Gaza, particularmente no norte, e isso levou aos trágicos eventos de hoje."
Mercy Corps, organização não-governamental de ajuda humanitária, criticou a negação deliberada do acesso de ajuda humanitária à cidade de Gaza, e expressou seu "horror" diante da perda desnecessária de vidas, durante a distribuição de alimentos que antecedeu o massacre.

#### Estados Unidos
Em 29 de fevereiro de 2024, Washington vetou uma declaração do Conselho de Segurança das Nações Unidas, que teria condenado Israel pelo massacre. Desde outubro de 2023, trata-se do 4º veto dos EUA contra declarações do CSNU reivindicando um cessar-fogo para resolução do conflito, que responsabilizaria Israel pelos crimes de guerra cometidos em Gaza. Desde 1972 até 1 de março de 2024, os vetos dos EUA em defesa de Israel, no CSNU, contra resoluções humanitárias para a questão palestina, totalizam 47.

#### Brasil
Em 1 de março de 2024, O Itamaraty (MRE) lançou uma nota de imprensa, em que reconhece a situação da população palestina como "desesperadora" e "intolerável", que vai "muito além da necessária apuração de responsabilidades pelos mortos e feridos de ontem". A declaração também reconhece o crime de genocídio e demanda o cumprimento da lei internacional para a sua prevenção:
"O Governo brasileiro recorda a obrigatoriedade da implementação das medidas cautelares emitidas pela Corte Internacional de Justiça, em 26 de janeiro corrente, que demandam que Israel tome todas as medidas ao seu alcance para impedir a prática de todos os atos considerados como genocídio, de acordo com o Artigo II da Convenção para a Prevenção e a Repressão e Punição do Crime de Genocídio."
Em 1 de março de 2024, na 8ª Cúpula da CELAC, o presidente brasileiro Luiz Inácio Lula da Silva menciona o massacre em seu discurso, em que pede uma mobilização contra a violência da IDF:
"A tragédia humanitária em Gaza requer de todos nós a capacidade de dizer um basta para a punição coletiva que o governo de Israel impõe ao povo palestino. As pessoas estão morrendo na fila para obter comida. A indiferença da comunidade internacional é chocante."
Referindo-se a António Guterres, secretário-geral da ONU presente na Cúpula, o presidente também propôs uma moção da CELAC pelo "fim imediato desse genocídio", afirmando que Guterres poderia acionar o artigo 99 da Carta da ONU para intermediar o conflito. O artigo em questão afirma: "O Secretário-Geral poderá chamar a atenção do Conselho de Segurança para qualquer assunto que em sua opinião possa ameaçar a manutenção da paz e da segurança internacionais."

#### França
Em 29 de fevereiro de 2024, o presidente da França Emmanuel Macron condenou Israel pelo massacre na rede social Twitter / X e afirmou a necessidade urgente e imediata de um cessar-fogo:

"Profunda indignação diante das imagens de Gaza, onde civis foram alvos direcionados por soldados israelitas. Expresso minha intensa condenação desses tiroteios e peço por verdade, justiça e respeito pela lei internacional. A situação em Gaza é terrível, Todas as populações civis devem ser protegidas. Um cessar-fogo deve ser implementado imediatamente para permitir a distribuição de ajuda humanitária." 